# Стів Пісанос
Стів (Спірос) Пісанос (англ. Steve Pisanos, греч. Σπύρος Πισσάνος; 10 листопада 1919, Афіни — 6 червня 2016, Каліфорнія, США) — американський льотчик грецького походження, Ас епохи Другої світової війни, воював в рядах американських льотчиків — добровольців ескадрильї American Eagles британської авіації ВПС і 4-ї ескадрильї винищувачів USAF. Збив 10 ворожих літаків. По закінченні війни став льотчиком випробувачем перших реактивних літаків. Був полковником у відставці USAF, жив в Сан-Дієго, Каліфорнія. У 2008 році видав книгу «Літаючий Грек» (The Flying Greek), описуючи своє життя в Америці та спогади про свою участь у війні.

## Літаючий Грек
З дитинства захоплювався авіацією і щодня проводив свій час біля навчального аеродрому грецької авіації в Татой, Афіни. Врешті-решт він став відомим тамтешньому  персоналу, який дозволяв йому блукати в ангарах і сідати в літаки. Покинувши школу, він шукав шансу поїхати до США, де як він знав,  може брати приватні уроки польоту. У 1938 році він працював морським торговим моряком, але від самого початку він втік зі свого корабля у Балтіморі.
У 1938 році нелегально емігрував до США і працював офіціантом. Зі своєї скромної платні оплачував льотні уроки.
На початку 1943 року вступив добровольцем в ряди американських пілотів британських ВПС (71 ескадрилья American Eagles).
American Eagles 24 жовтня 1942 року була об'єднана з 4-ю винищувальною групою (4th Fighter Group USAF), з базою в Дебдені. Піссанос був єдиним неамериканцем у групі і йому було запропоновано змінити громадянство. Так він став Стівом Пісаносом.
Незабаром, літаючи на P-47 Thunderbolt (персональне ім'я літака Miss Plainfield), він здобув свої перші перемоги і місцеві газети американського міста Plainfield, Нью-Джерсі, де він жив, стали іменувати його «Літаючий Грек» (The Flying Greek).
Пісанос брав участь у багатьох боях в небі Франції, Бельгії, Голландії, Німеччини.
29 січня 1944 року винищувачі 4-ї FG супроводжували 803 бомбардувальників 8-ї армії в нальоті на Франкфурт. Пісанос отримав подвійну перемогу над містом Ахен, збивши 2 Messerschmitt Bf.109 зі складу ескадри JG2.
На його рахунку було вже 8 перемог, коли 5 березня 1944 року його ескадрилья супроводжувала бомбардувальники над Південною Францією.
Пісанос збив ще 2 Bf.109F, але на зворотному шляху двигун літака заглох і Пісанос здійснив вимушену посадку, недалеко від міста Гавр. Пісанос був захований французькими «маки», вступив в ряди французьких партизанів і воював в їх лавах 6 місяців, одночасно виконуючи роль агента OSS вишукуючи цілі для авіації.
Після звільнення Парижа, був посланий в США як льотчик-випробувач, де й залишився до кінця війни.

## Після війни
Пісанос був одним з 3-х перших випробувачів першого американського реактивного літака F-80 Shooting Star. Надалі він спробував продовжити свою кар'єру в цивільній авіації й став пілотом Trans World Airlines-TWA. Однак незабаром йому було запропоновано підвищення і місце льотчика-випробувача у ВПС.
Він літав на всіх нових літаках від F-84 Thunderjet до F-102 Delta Dagger, F-106 Delta Dart і F-4 Phantom II. Потім служив у званні підполковника на багатьох посадах. В останні 3 роки своєї служби опинився знову в Греції, де протягом 3-х років допомагав грецькій авіації освоїти Phantom F-4E.
Пішов на пенсію в 1974 році та повернувся у свій будинок у Сан-Дієго.